# Charlotte Mouchet
Charlotte Mouchet (* 5. Juni 1996 in Tournan-en-Brie) ist eine französische Leichtathletin, die sich auf den Mittelstreckenlauf spezialisiert hat.

## Sportliche Laufbahn und Leben
Erste internationale Erfahrungen sammelte Charlotte Mouchet im Jahr 2014, als sie bei den Juniorenweltmeisterschaften in Eugene mit 2:07,38 min in der ersten Runde im 800-Meter-Lauf ausschied. Anschließend gelangte sie bei den Crosslauf-Europameisterschaften in Samokow nach 15:10 min auf den 20. Platz im U20-Rennen und gewann in der Teamwertung die Silbermedaille. 2017 belegte sie bei den U23-Europameisterschaften in Bydgoszcz in 2:06,94 min den achten Platz über 800 Meter und im Jahr darauf wurde sie bei den U23-Mittelmeer-Meisterschaften in Jesolo mit 2:08,65 min Vierte. 2019 erreichte sie bei der Sommer-Universiade in Neapel das Halbfinale und schied dort mit 2:07,95 min aus. Bei den Crosslauf-Europameisterschaften 2022 in Turin gewann sie in 17:31 min gemeinsam mit Romain Mornet, Azeddine Habz und Anaïs Bourgoin die Bronzemedaille in der Mixed-Staffel hinter den Teams aus Italien und Spanien gewann. Im Jahr darauf wurde sie bei den Straßenlauf-Weltmeisterschaften 2023 in Riga nach 4:36,71 min Elfte über die Meile und bei den Crosslauf-Weltmeisterschaften 2024 in Belgrad belegte sie in 23:17 min den sechsten Platz in der Mixed-Staffel.
2022 wurde Mouchet französische Meisterin im 1500-Meter-Lauf.

## Persönliche Bestleistungen
- 800 Meter: 2:01,72 min, 23. Juli 2022 in Huizingen
  - 800 Meter (Halle): 2:04,18 min, 13. Februar 2021 in Eaubonne
- 1500 Meter: 4:07,47 min, 12. August 2023 in Huizingen
  - 1500 Meter (Halle): 4:18,60 min, 18. Februar 2024 in Miramas